# ダライ・ラマ12世
ダライ・ラマ12世ティンレー・ギャツォ（チベット文字：ལའཕྲིན་ལས་རྒྱ་མཚོ་、1857年1月26日 - 1875年4月25日）は、チベット仏教ゲルク派の有力な転生系譜で観音菩薩の化身とされる勝者王（ダライ・ラマ）の12代目。ティンレ・ギャツォ、ティンレー・ギャムツォ、ティンレー・ギャンツォとも表記される。チベットのウー・ツァン地方の生まれ。1860年から死去する1875年までのあいだ、ガンデンポタンを行政府とするダライ・ラマ政権の首長の座にあった。22歳に達する前に亡くなった4人のダライ・ラマ（9世〜12世）のうちの最後である。

## 出生と即位
ダライ・ラマ12世ティンレー・ギャツォは、1857年1月26日、チベットのウー・ツァン地方、ラサ近郊のロカ（山南地区）で、父プンツォック・ツェワンと母ツェリン・ユドンのあいだに生まれた。
1856年1月、11世ケートゥプ・ギャツォが謎の死を遂げ、それを受けて即座に12世探しが始まった。候補者は3名あらわれ、首都ラサの民衆の支持を得た大臣らの反対にもかかわらず、摂政ラデン・トゥルクは「金瓶掣籤」と称されるくじ引きで後継者を決めることとした。
1858年、くじ引きを制したのは摂政の反対者たちによって支持された少年であった。同年、ダライ・ラマ12世として認定された彼は、ラサに移ってガンデン寺の僧院長だったレティン・ンガワン・イェシ・ツルティム・ギャルツェンより、「ティンレー・ギャツォ」の僧名を得た。1860年、執政ロサン・ケンラブに僧門の誓いを立て、ラサのポタラ宮「黄金の座」に推戴されて戴冠した。

## 治世

### 摂政と大臣の政争
12世即位に先だつ1858年、1840年代のドーグラー戦争の功績者で勅命大臣のシャタ・ワンチュク・ギェルポ（シェーダ・ワンチュクゲルポ）が、摂政として権力をふるっていたラデン・トゥルクの側近に対する身びいきを告発し、摂政に公印を預ける危険を説いて公印保管員職の創設を提案、みずからその役職に就いた。摂政は彼を背任と共謀のかどで告訴し、1861年、機先を制した摂政によってシャタ大臣は寺院に監禁、さらにニェモ地域のムンカル荘園に追放された。ダライ・ラマ12世の即位はこうした政情不安のなかでなされた。
ラデン摂政はさらに武官を派遣してシャタを亡き者にしようと図ったが、シャタ側についたガンデン寺の会計僧ペルテントンドゥプがラサ三大寺（ガンデン寺・デプン寺・セラ寺）と協力関係を取り付け、また、チベット政府（ガンデンポタン）の官僚も支援してチベット政府軍と大寺院の若い学僧たちによって編成された軍は摂政の軍を打ち負かした。ラデン摂政とその一派はそのため、清の首都北京に逃亡せざるをえなくなった。

### 最期
ガンデン寺・デプン寺の僧俗の官僚をはじめチベット国民の希望を受けて、7歳に満たぬティンレーは政治と仏教の長を引き受けたが、しばらくのあいだはシャタ大臣が執政官として実際的に権限を行使した。1873年、18歳になったティンレーはチベットにおける祭政の長となったが、1875年、ポタラ宮において20年の短い生涯を終えた。
なお、冒頭に掲げたように9世から12世までの4人のダライ・ラマはいずれも早世しており、木村肥佐生は、その著書『チベット潜行10年』（1958年版）の中で、成人前後に急逝した10世・11世・12世の3人は毒殺による死と推定した。